# Феба (сателит)
Феба (грч. Φοίβη) је неправилан сателит Сатурна са нешто више од 200 км у пречнику. Сматра се да је заробљен планетезимал из Којперовог појаса. Открио ју је Вилијам Хенри Пикеринг 17. марта 1899. са фотографских плоча које биле постављене 1898. године на Бојденовој опсерваторији код Арекипе у Перуу. То је био први сателит који је откривен на овај начин.

## Име
Феба је добила име по Титанима из грчке митологије.У научној литератури се означава и као Сатурн 9. Име је предложио управо Вилијам Хенри Пикеринг, убрзо након открића овог сателита.

## Орбита
Фебина орбита је ретрогадна, односно окреће се око Сатурна у смеру супротном од његове ротације. Више од 100 година, Феба је сматрана најудаљенијим Сатурновим месецом, све до открића неколико мањих сателита 2000. године. Скоро 4 пута је удаљенија од Сатурна од њеног најближег већег суседног сателита (Јапет), и знатно је већа од било ког другог месеца који орбитира око других планета на сличној удаљености.
Сви Сатурнови регуларни сателити осим Јапета орбитирају у приближно истој равни са Сатурновим екватором, док спољни неправилни сателити имају углавном врло ексцентричне орбите. Фебина орбита је у односу на Сатурнов екватор нагнута за 151 степен.

## Физичке карактеристике
Феба је прилично сферног облика и има пречник од 213 километара, што је око једне шеснаестине пречника Месеца. Феба се окрене око своје осе једном у девет сати, а пун куг око Сатурна направи за око 18 месеци. Њена површинска температура је 75 К. Већина унутрашњих Сатурнових сателита има врло светле површине, али је Фебин албедо је веома низак (0.06). Површина Фебе је јако избраздана и прекривена кратерима величине до 80 километара у пречнику, док је један дубок чак 16 километара. 
Фебина тамна боја најпре је навела научнике на закључак да она представља заробљени астероид. Међутим, слике са Касинија указују да њени кратери показују значајне варијације у сјају, што указује на присуство великих количина леда испод релативно танких тамних површинских наслага. Поред тога, на њеној површини су откривене одређене количине угљен-диоксида, што до сада није потврђено ни на једном астероиду. Процењује се да је Феба састављена од око 50% стенске масе, за разлику од 35% на осталим Сатурновим унутрашњим месецима. Из тих разлога, научници су почели да верују да је Феба у ствари заробљени кентаур, један од бројних ледених планетоида из Којперовог појаса који орбитирају око Сунца између Јупитера и Нептуна.
Упркос величини, сматра се да је Феба у прошлости било врело, сферно тело са диференцираном унутрашњошћу, пре него што је очврсла и добила свој садашњи облик.

## Галерија
- Мапа површине Фебе
- Кратери на Феби